# Homopholis (reptile)
Pour les articles homonymes, voir Homopholis.
Genre
Synonymes
- Platypholis Boulenger, 1890

Homopholis est un genre de geckos de la famille des Gekkonidae.

## Répartition
Les quatre espèces de ce genre se rencontrent en Afrique subsaharienne.

## Description
Ce sont des geckos nocturnes et arboricoles, d'aspect plutôt massif, ils sont assez similaires aux geckos du genre Blaesodactylus de Madagascar.

## Liste des espèces
Selon The Reptile Database (10 décembre 2014) :
- Homopholis arnoldi (Loveridge, 1944)
- Homopholis fasciata (Boulenger, 1890)
- Homopholis mulleri Visser, 1987
- Homopholis walbergii (Smith, 1849)

## Publication originale
- Boulenger, 1885 : Catalogue of the lizards in the British Museum (Natural History) I. Geckonidae, Eublepharidae, Uroplatidae, Pygopodidae, Agamidae. Second edition, London, vol. 1, p. 1-436 (texte intégral).